# Jeremías Merlo
Jeremías Daniel Merlo (La Plata, 20 junio de 2006) es un futbolista argentino, Juega de delantero (extremo izquierdo) en Gimnasia y Esgrima La Plata de la Primera División de Argentina.

## Trayectoria
Jeremías Merlo se formó en las divisiones inferiores de Gimnasia y Esgrima (LP), con quien firmó su primer contrato profesional el 24 de junio de 2024. 
Debutó con el primer equipo el 19 de julio en el partido de Primera División que perdió 1-0 ante Independiente Rivadavia de Mendoza.  El 2025 se convierte en un buen año para la carrera deportiva del jugador.

## Clubes
| Club                        | País      | Año           |
| --------------------------- | --------- | ------------- |
| Gimnasia y Esgrima La Plata | Argentina | 2024-presente |

## Estadísticas
Actualizado al último partido disputado el 27 de julio de 2025.
| Gimnasia y Esgrima La Plata Argentina | 1.ª                 | 2024                | 4 | 0 | 0 | 0 | 0 | 0 | 4 | 0 |
| Gimnasia y Esgrima La Plata Argentina | 1.ª                 | 2025                | 4 | 0 | 1 | 0 | 0 | 0 | 5 | 0 |
| Gimnasia y Esgrima La Plata Argentina | Total club          | Total club          | 8 | 0 | 1 | 0 | 0 | 0 | 9 | 0 |
| Total de la carrera | Total de la carrera | Total de la carrera | 8 | 0 | 1 | 0 | 0 | 0 | 9 | 0 |
| (1) La copa nacional se refiere a la Copa Argentina y Copa de la Liga Profesional. (2) La copa internacional se refiere a la Copa Sudamericana y Copa Libertadores. |                     |                     |   |   |   |   |   |   |   |   |